# فرعون (لعبة فيديو)
فرعون هي لعبة بناء مدينة في تاريخ مصر القديمة تعمل على الكمبيوتر ويندوز وشخص واحد يلعب بها. هي من نوع بناء وإدارة المستوطنات والمدن في مصر القديمة، وهي الأولى من نوعها تحت عنوان اللعبة في سلسلة بناء المدينة، صدرت اللعبة في 31 أكتوبر 1999، واستكملت في وقت لاحق مع توسيع الحزمة، كليوباترا : ملكة النيل.